# Самусь (посёлок)
Саму́сь — посёлок в городском округе ЗАТО Северск Томской области.

## География
Расположен на правом берегу протоки Томи, напротив Кижировского острова, в 21 километре к северу от Томска.
В южной окрестности посёлка находится устье реки Самуська. В окрестностях посёлка находятся несколько озёр, служивших популярным местом летнего отдыха жителей Томска и Северска. Озеро Круглое западным берегом вплотную примыкает к посёлку Самусь. Озеро вместе с расположенными западнее озёрами Митрево, Мальцево, Яково, безымянным искусственным озером к западу от озера Мальцево и безымянным озером по соседству с озером Яково входит в Особо охраняемую природную территорию местного значения «Озёрный комплекс п.Самусь».  Озёра приурочены к поверхности второй надпойменной террасы реки Томь. Озёра представляют единую гидрологическую систему, связанную естественным поверхностным стоком в направлении гравитационного переноса. В рельефе они располагаются ярусами.

## История
В ноябре 1879 года купеческий пароход «Гагара» с грузом нашёл спасение от надвигающегося ледостава в устье реки Самуськи. С этого времени принято отсчитывать начало истории посёлка Самусь и Самусьского судостроительно-судоремонтного завода.
Команда парохода вырыла две землянки — под жильё и мастерскую. Во время зимовки был произведён ремонт парохода. Благополучно проведя зимовку, и, переждав весенний ледоход, судно продолжило дальнейший путь мимо Томска в Бийск. Весть об удобном месте для зимовки быстро распространилась среди судовладельцев.
Осенью следующего 1880 года, спасаясь от возможности быть затёртым льдом, в устье той же реки Самусь остановился на зимовку пароход «Арсений». Воспользовавшись примитивной базой, экипаж произвёл ремонт парохода и благополучно начал новую навигацию.
В 1881 году томский купец И. Некрасов уже специально располагает здесь на зимнюю стоянку и ремонт пароход «Благославенный».
В 1890 году по распоряжению Министерства путей сообщения в Томск направляется инженер, статский советник, барон Аминов Бьорк Александрович. Главной его заботой была достройка Обь-Енисейского канала, начатого ещё в 1883 году. В штате Томского округа водных путей сообщения служили инженеры и техники с отличным столичным образованием. Они заинтересовались Самусьским отстойным пунктом. В Самуськах побывал барон Аминов. Обследовав место зимовки пароходов, он представил правительству предложение о целесообразности создания крупного затона для отстоя и ремонта судов. В архивных документах говорится «для зимовки казённых судов и снарядов Томского водного округа на реке Томи вблизи города Томска служит Кижировская протока, правый рукав реки Томи у устья реки Самусь. Это место находится в 35 верстах от города Томска и является единственным удобным для постановки на зимовку судов».
Весной 1891 года в это место прибыла бригада специально присланных рабочих, которые построили несколько жилых и производственных помещений. С Обь-Енисейского канала были привезены казённые жилые дома и оборудование кузнечного, механического и столярного цехов. Сформировалось машинное заведение, то есть «устройство для выделки чего-либо». Так определяли завод словари того времени. Вновь образовавшийся завод стал использоваться для ремонта речных судов.
В 1895 году посёлку присвоено название Затон.
Начиная с 1897 года происходит заселение посёлка постоянными жителями. Первым, кто остался на постоянное место жительства, был столяр парохода «Благословенный» Иван Степанович Попов 1855 года рождения и его жена Анна Андреевна 1861 года рождения. За время совместной жизни у них родилось 22 ребёнка. Иван Степанович всю оставшуюся часть жизни проработал на нарождающемся судоремонтном предприятии.
Бывшее случайное зимовье терпящих бедствие судов стало разрастаться за счёт вновь прибывавших постоянных рабочих.

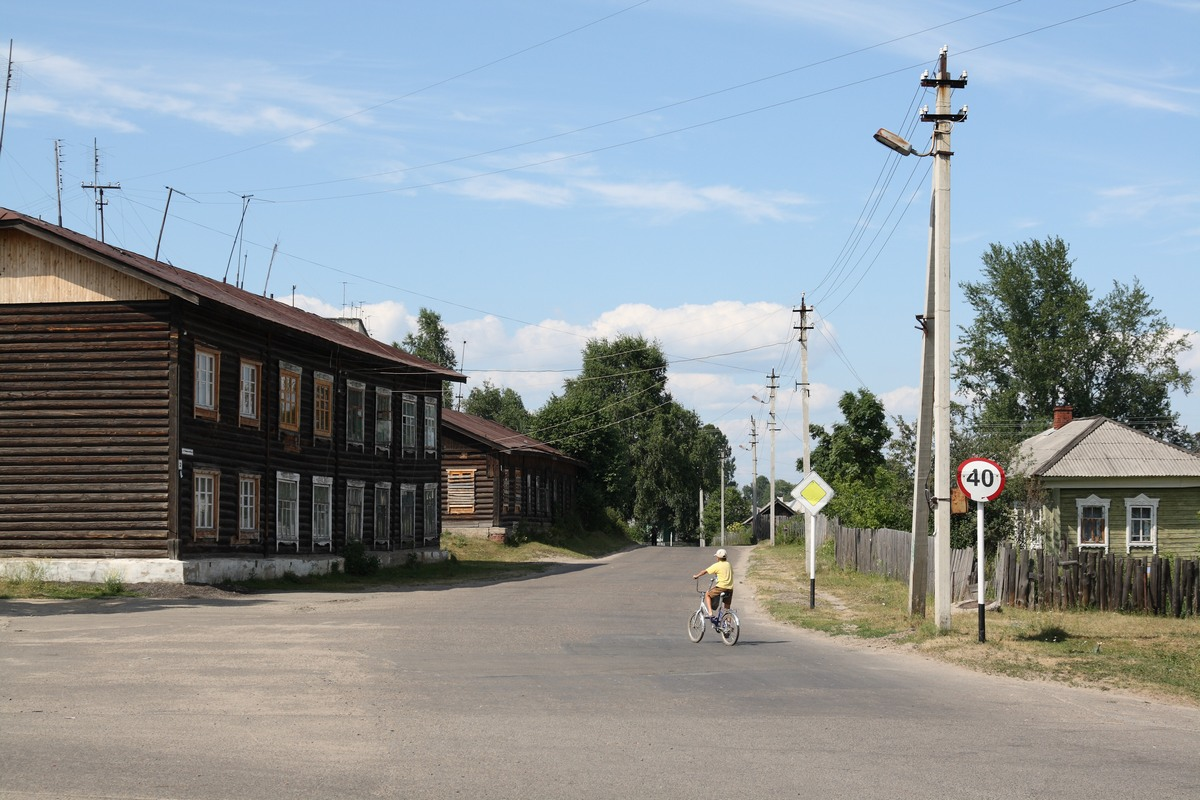

В 1907 году завод получил официальный статус «Самусьский судоремонтный затон». Это предприятие долгое время являлось единственным и самым значительным для всего Томского округа водных путей сообщения. В Самусьском затоне имелись: механическая мастерская с кузницей, столярная мастерская, склады имущества и материалов, 13 жилых зданий, казармы для рабочих, баня, больница. Происходило обучение рабочих сложному делу — ремонту речных судов. Освоив технологию судоремонта, предприятие «Самусьский судоремонтный затон» приступило к новом для себя делу — судостроению.
В 1912 году из Англии были привезены в разобранном виде два судна: «Тура» и «Конда» мощностью по 100 лошадиных сил. В течение года эти два судна были собраны, опробованы и отправлены в плавание по рекам Томь и Обь. Так было положено начало судостроения в Самусьском судоремонтном затоне. В последующие 100 лет там было построено более трёхсот судов.

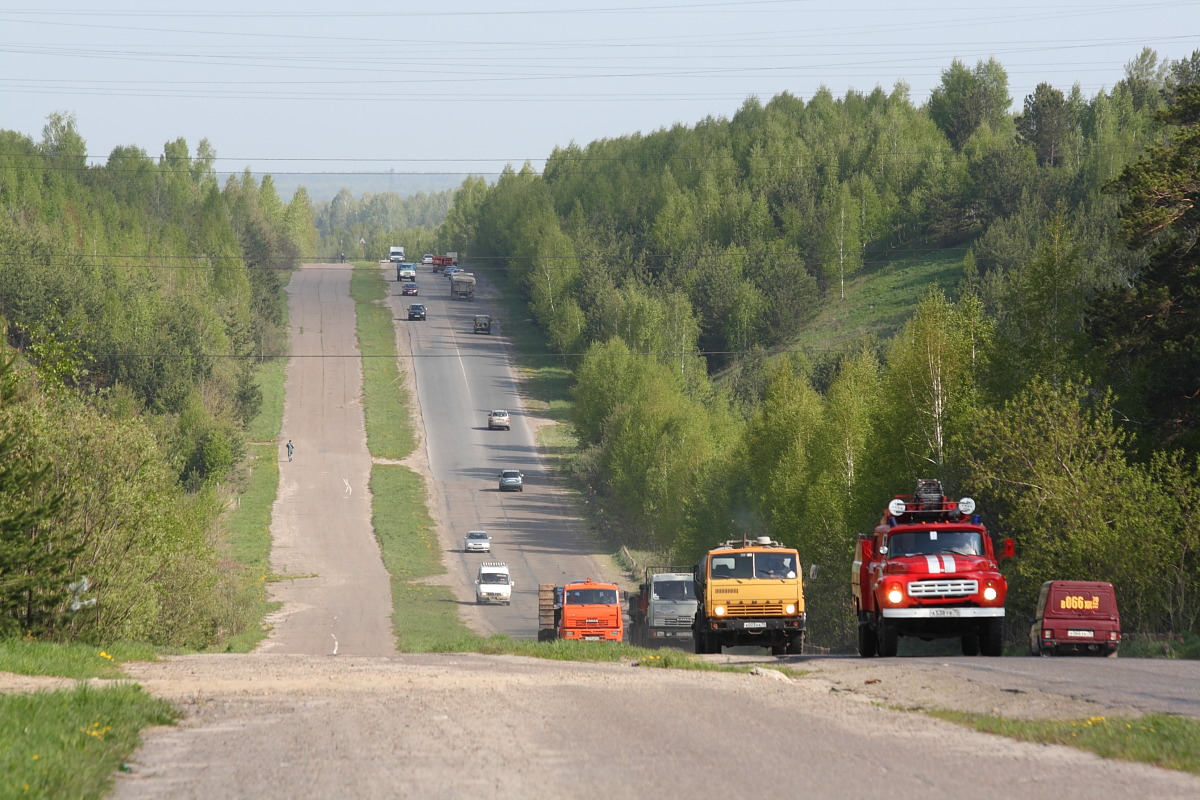
Кузовлевский тракт — начало дороги из Томска в Самусь.

Постановлением ВЦИК от 15 мая 1934 г. селение Затон-Самусьский отнесено к категории рабочий поселек, с присвоением названия Самусь.
В 1997 году передан из Томского района в состав ЗАТО Северск.

## Население
| 1939  | 1959  | 1970  | 1979  | 1989  | 2012  | 2013  |
| ----- | ----- | ----- | ----- | ----- | ----- | ----- |
| 3903  | ↗6169 | ↘4882 | ↗4906 | ↗5837 | ↘5799 | ↘5736 |
| 2014  | 2015  | 2021  |       |       |       |       |
| ↘5580 | ↘5564 | ↘5442 |       |       |       |       |

## Инфраструктура
В посёлке находится Управление по внегородским территориям городского округа ЗАТО Северск.

## Экономика
- Самусьский судостроительно-судоремонтный завод.
- Северский стекольный завод.

## Личности
- Пекарский, Викентий Викентьевич, профессор, доктор медицинских наук, академик РАМН. Один из создателей легендарной «кремлёвской таблетки». В 1990-х в память о В. В. Пекарском его имя было присвоено Самусьскому лицею, и в его честь была названа одна из улиц посёлка.

## Археологические памятники
В черте посёлка и его окрестностях обнаружено около 10 археологических памятников. Наиболее известный из них — поселение Самусь IV, давшее название самусьской культуре бронзового века (XVI—XIII века до н. э.). Раскопки производились В. И. Матющенко в 1954,1955, 1957, 1958, 1969, 1970-1972 годахи Е. А. Васильевым в 1995 и 1996 годах.